# Крылов, Борис Сергеевич
Борис Сергеевич Крылов (11 января 1923 — 25 ноября 2013) — доктор юридических наук, профессор, участник Великой Отечественной войны.

## Биография
Б. С. Крылов родился в городе Устюжна Вологодской области.
В 1947 году он окончил Военно-юридическую академию.
Во время Великой Отечественной войны, будучи младшим лейтенантом юстиции, Борис Сергеевич воевал на Ленинградском фронте.
Отец Бориса Сергеевича – Сергей Борисович Крылов был членом делегации СССР на конференции в Думбартон-Оксе в 1944 году и в Сан-Франциско в 1945 году, принимая участие в выработке Устава ООН, и подписал его вместе с другими членами советской делегации. Он участвовал в Вашингтонской сессии Комитета юристов в 1945 году и в первой сессии Генеральной Ассамблеи ООН. В 1946 году Крылов был избран членом Международного Суда ООН.
В 1951 году он защитил в Военно-юридической академии кандидатскую диссертацию, после чего в течение 5 лет был преподавателем до её расформирования, а затем стал работать в МГИМО МИД СССР. В 1961 году Борис Сергеевич стал старшим сотрудником ИГП АН СССР.
В 1963 году он защитил докторскую диссертацию на тему: «Парламент буржуазного государства (политическая сущность и правовые формы парламента и парламентаризма на современном этапе)».
С 1965 года Б. С. Крылов продолжил свою научную деятельность, став руководителем сектора законодательства зарубежных стран по вопросам государственного строительства Всесоюзного научно-исследовательского института советского законодательства.
В 1967—1969 годах он возглавлял сектор в Институте мировой экономики и международных отношений, а в 1969—1983 годах работал в Высшей школе МВД СССР. В 1983 году он вернулся в ВНИИ советского законодательства, где работал до 2002 года, а затем перешёл в МГЮА имени О. Е. Кутафина.
В 1996—1997 годах он возглавлял делегацию РФ в Комиссии по правам человека ООН.
Основными направлениями его научной деятельности были государственное, конституционное право, правовые проблемы национальных отношений, парламентаризм, федеративные отношения.
Борис Сергеевич умер 25 ноября 2013 года.

## Основные труды
- «Парламент буржуазного государства» (М., 1963)
- «США: федерализм, штаты и местное управление» (М., 1968)
- «Полиция США. Основные черты организации и деятельности» (М., 1972)
- «Проблемы суверенитета в Российской Федерации» (М., 1994) (отдельные главы)

## Награды
- Медаль "За боевые заслуги"
- Медаль "За оборону Ленинграда"[3]
- Почётная грамота Правительства Российской Федерации (29 января 1998) — за большой личный вклад в развитие российской юридической науки и в связи с 75-летием со дня рождения